# Unreal (jeu vidéo)
Vous lisez un « bon article » labellisé en 2014.
Pour les articles homonymes, voir Unreal (homonymie).
Unreal est un jeu vidéo de tir en vue à la première personne développé par Epic MegaGames et Digital Extremes, édité sur PC par GT Interactive le 22 mai 1998 et sur Macintosh par MacSoft Games le 2 septembre 1998.
Le jeu se déroule dans un univers de science-fiction futuriste, le joueur incarnant un prisonnier enfermé à bord d’un vaisseau prison voyageant à travers l’espace. Après le crash de celui-ci sur une planète inconnue, le joueur parvient à s’échapper de sa cellule et se retrouve confronté à une race d’extraterrestres hostiles, les Skaarjs, qui contrôlent la surface de la planète et ont réduit ses habitants, les Nalis, en esclavage. Pour quitter cette planète, le joueur doit traverser différents types d’environnement peuplés de créatures souvent hostiles qu’il doit combattre à l’aide des armes et des bonus trouvés au fur et à mesure de son avancée dans le jeu.
Le jeu se distingue notamment par son moteur graphique et physique alors inédit, l’Unreal Engine, développé par Epic Games à partir de 1994. À sa sortie, Unreal est ainsi acclamé par la presse spécialisée pour ses graphismes qui surpassent ses concurrents de l’époque. Le jeu connaît un certain succès commercial avec environ 1 500 000 exemplaires vendus depuis sa sortie. Son moteur de jeu devient rapidement le principal concurrent du moteur graphique Quake engine développé par id Software. L’Unreal Engine va notamment être utilisé dans le titre suivant développé par Epic Games, Unreal Tournament, un jeu de tir à la première personne axé sur le multijoueur, ainsi que dans des jeux créés par d’autres développeurs comme Deus Ex, Rune ou encore Star Trek: Deep Space Nine: The Fallen.

## Trame

### Univers
Unreal prend place dans un univers futuriste, mélangeant science-fiction et médiéval-fantastique, créé par James Schmalz et Cliff Bleszinski pour Epic Games et Digital Extremes. Les événements du jeu se déroulent sur une planète extraterrestre appelée Na-Pali, à l’origine peuplée d’une unique espèce, les Nalis, un peuple pacifiste se consacrant à la méditation et à l’interprétation des textes sacrés. Plusieurs années avant les évènements décrits dans le jeu, une race d’extraterrestres hostiles, les Skaarjs, a pris le contrôle de la planète et réduit sa population en esclavage pour en exploiter les gisements de Tarydium, un minerai utilisé pour la propulsion des vaisseaux spatiaux. Une deuxième faction hostile, désignée sous le nom de « mercenaire », s’est également implantée sur la planète afin d’y installer un complexe scientifique.
Peu avant le début de l'aventure, un vaisseau prison terrien, le Vortex Rikers, entre dans le champ gravitationnel de Na-Pali avant de s’écraser à la surface de celle-ci.

### Unreal
Le jeu commence alors que le personnage qu’incarne le joueur, le prisonnier (ou la prisonnière) 849, reprend conscience et découvre que le crash du Vortex Rikers a désactivé le champ de force de sa prison. En explorant l’épave du vaisseau, celui-ci prend connaissance de sa situation avant de tomber nez à nez avec un extraterrestre qui s’enfuit rapidement. Après être sorti du vaisseau, il découvre un environnement enchanteur abritant des habitations Nali et apprend l’existence d’une race d’extraterrestre hostiles, les Skaarjs, qui contrôle la planète. Il traverse ensuite une mine de Tarydium avant de déboucher sur un ancien temple dédié à Chizra, le dieu de l’eau des Nalis, puis sur une arène utilisée par les Skaarjs pour emprisonner et torturer les Nalis. Après avoir vaincu un Titan, une des créatures les plus imposantes de Na-Pali, le joueur traverse le paisible village d’Harobed avant d’atteindre un complexe scientifique baptisé Terraniux, défendu par une faction de mercenaires. Le héros atteint ensuite le temple de Vandora avant de découvrir l’épave de l’ISV Kran, un vaisseau terrien infesté de Skaarjs. Après avoir exploré les quatre ponts de celui-ci, il accède au téléporteur de la salle de contrôle et se retrouve à plusieurs kilomètres de l’épave, au pied d’une gigantesque tour que les Nalis ont baptisée Sunspire. À la cime de celle-ci, un ascenseur transporte le héros jusqu’à l’une des îles gravitant autour de la planète. Grâce à un autre téléporteur, il retourne à la surface de la planète et atterrit dans une région montagneuse dans laquelle il découvre le monastère de Bluff Eversmoking, puis un château Nali à partir duquel il accède au vaisseau mère des Skaarjs. Au cœur de celui-ci, le héros affronte la reine des Skaarjs avant de découvrir une capsule de sauvetage qu’il utilise pour quitter la planète. À court de carburant, la capsule dérive dans l’espace à proximité de Na-Pali, le héros attendant d’éventuels secours..

### Return To Napali
Après que la capsule de sauvetage dérive depuis plusieurs heures dans l’espace, un gigantesque vaisseau de guerre terrien, l’UMS Bodega Bay, pénètre dans l’orbite de Na-Pali. Récupéré par celui-ci, le héros se voit proposer un marché : retourner sur Na-Pali à la recherche du vaisseau Prometheus, qui contient des données sur un projet secret de l’armée, ou périr dans l’espace. Après avoir accepté l’offre, le héros est débarqué sur Na-Pali dans une région minière proche du site du crash du Vortex Riker, l’UMS Bodega lui fournissant une aide précieuse sous la forme de caisses contenant des armes et des munitions. Il atteint rapidement un complexe souterrain qui le conduit jusqu’au village Nali de Glathriel. Après avoir exploré celui-ci, il retrouve enfin l’épave du Prometheus. Il parvient à récupérer les données recherchées par les militaires mais ceux-ci trahissent le héros et envoient une escouade pour l’éliminer. Après avoir défait l'escouade, ce dernier cherche à récupérer leur navette afin de quitter la planète mais ne trouve finalement qu’une radio qui lui apprend qu’une autre navette est stationnée à quelques kilomètres du site du crash. Il traverse ensuite une vallée et une série de canyons qui le mènent au temple de Velora puis à une usine de traitement de Tarydium. La traversée de cette dernière le conduit dans les hauteurs enneigées des montagnes au sommet desquelles il découvre un téléporteur le menant directement dans la forteresse abritant la navette qu’il recherche. Après avoir embarqué dans celle-ci, il rejoint l’orbite de la planète qu’il parvient à quitter après avoir fait exploser l’UMS Bodega Bay.

## Système de jeu
Unreal est un jeu de tir à la première personne reprenant les concepts introduits par id Software dans Quake. Comme dans ceux-ci, le joueur évolue dans des environnements entièrement en trois dimensions qu’il observe en vue subjective et qu’il doit traverser sans que son personnage ne meure. Chaque niveau du jeu est en effet peuplé de créatures hostiles que le joueur est souvent amené à combattre, à l’aide d’armes qu’il récupère au fur et à mesure de sa progression, pour pouvoir avancer et en atteindre la sortie.

### Créatures
Le joueur est amené à combattre différents types d’ennemis, ceux-ci se révélant de plus en plus puissants au fur et à mesure qu'il progresse dans le jeu. Certaines de ces créatures peuvent être équipées de différents types d’armes et d’armures. Ainsi, si les premiers Skaarjs rencontrés par le joueur ne combattent qu’au corps à corps, ceux qu’il affronte plus tard dans le jeu sont parfois équipés d’armures et d’armes de tirs comme le RazorJack. En plus des créatures qui lui sont hostiles, le joueur peut rencontrer des Nalis qui peuvent parfois lui indiquer des passages secrets et des cachettes,.

### Équipements
Lorsque le jeu commence, le personnage ne dispose ni d’armes, ni d’équipement. En explorant la carcasse du vaisseau prison, il récupère rapidement un traducteur universel et un pistolet à dispersion, ce dernier permettant d’envoyer des décharges électriques de faible puissance à distance et se rechargeant tout seul. Au fur et à mesure qu’il progresse dans le jeu, le joueur est amené à découvrir de nouvelles armes de plus en plus puissantes comme le fusil ASMD, le fusil GES bio, le canon anti-aérien, le lance-roquette ou le fusil de sniper. Dans ce domaine, le jeu se distingue des autres jeux de tir à la première personne de l’époque en incorporant deux modes de tir pour chaque arme correspondant chacun à un bouton de la souris. Ainsi, le canon anti-aérien peut soit projeter des éclats de métal tranchants efficaces à très courte portée (clic gauche), soit un obus à fragmentation (clic droit). Certaines armes permettent également de réaliser des combo. Par exemple, en utilisant le tir primaire du fusil ASMD sur une boule d’énergie tirée précédemment avec le tir secondaire de l'arme, le joueur peut déclencher une explosion dévastatrice. À l'exception du pistolet à dispersion, chaque arme nécessite un certain type de munitions que le joueur peut récupérer en explorant les niveaux. En plus des armes, de nombreux power-ups sont disponibles dans le jeu. Les plus fréquents (les trousses de soins et les armures) permettent respectivement de se soigner et d’absorber une partie des dégâts subis par le personnage. Certains power-ups plus rares et souvent dissimulés dans un passage secret donnent au joueur des bonus spéciaux permettant par exemple d’augmenter temporairement les dégâts, de se protéger à l’aide d’un champ de force ou de devenir invisible.

### Interface
L’interface du jeu est similaire à celle des autres jeux de tir à la première personne de l’époque comme Quake ou Half-Life. La majeure partie de l’écran est occupée par ce que voit le joueur, c’est-à-dire l’environnement et les ennemis en face de lui. En bas à droite de cette zone, le joueur peut voir quelle arme se trouve dans sa main ainsi que la quantité de munitions dont il dispose dans son chargeur. En bas et en haut à gauche est indiquée la quantité de points de vie et d’armure dont le joueur dispose. En haut à droite apparaît la barre d’inventaire, le joueur pouvant la faire défiler pour accéder aux différents objets qu'il possède.

### Modes de jeu
Unreal dispose de deux modes de jeu différents. Dans le mode solo, le joueur peut d’abord choisir l’apparence de son personnage et un des quatre niveaux de difficulté (facile, normal, difficile et unreal) disponibles. Le joueur accède ensuite au premier niveau du jeu (le Vortex Riker) puis progresse de manière linéaire à travers 38 niveaux de difficulté croissante jusqu’à ce qu'il parvienne à s’échapper de la planète. Le jeu mélange des décors médiévaux et futuristes, le joueur pouvant ainsi être amené à visiter aussi bien des temples que des vaisseaux spatiaux. Si l’objectif de la majorité des niveaux reste d’en atteindre la sortie sans succomber à l’assaut des monstres, certains niveaux se distinguent comme le niveau final où le joueur affronte la reine des Skaarjs en duel.
Le mode multijoueur permet de jouer en coopération ou les uns contre les autres en réseau local ou sur Internet via les protocoles IPX ou TCP/IP. Le mode coopération permet de rejouer à plusieurs les niveaux du mode solo, une option permettant aux objets ramassés par les joueurs de réapparaître immédiatement. Quand un joueur meurt, il réapparaît immédiatement au début du niveau mais en ayant perdu tout son équipement. Le mode match à mort permet à plusieurs joueurs de s’affronter, chacun pour soi ou en équipe, dans des niveaux créés spécialement pour ce mode de jeu, dans lequel le joueur peut également affronter des bots contrôlés par l’intelligence artificielle du jeu.

## Développement

### Programmation
Fondée en 1991 par le programmeur Tim Sweeney, Epic Games est au départ une jeune startup dont la stratégie marketing est entièrement basée sur le principe du shareware. Fin 1994, James Schmalz crée un prototype rudimentaire de jeu de flipper en 3 dimensions afin de développer ses champs de compétences. Fan inconditionnel de Doom (à l’époque, il y joue quotidiennement avec Cliff Bleszinski en réseau local) il décide de s’en inspirer et commence à écrire un programme capable d’afficher des textures et de les étirer de façon à simuler un effet 3D. Début 1995, il parvient finalement à créer un moteur 3D fonctionnel dont il fait une première présentation en créant un niveau représentant un château médiéval. Sweeney se montre alors très intéressé par son projet et se joint à lui pour la programmation du moteur. Il prend notamment l’initiative de créer un éditeur de niveau, afin de simplifier le processus de création des niveaux, d’implémenter un moteur physique et d’optimiser le système de rendu. À cette époque, Doom représente la référence du jeu de tir à la première personne. Grand admirateur de John Carmack pour sa contribution à la création des moteurs 3D de Wolfenstein 3D et Doom, Tim Sweeney a l’ambition de concurrencer ce grand nom du jeu vidéo,. Il décide donc de prendre en main la programmation du moteur graphique et de le pousser au maximum de ses capacités. Dans cette optique, le moteur est modifié afin de gérer une profondeur des couleurs de 16-bit (65 536 couleurs, appelées « couleurs vraies ») en lieu et place des graphismes 8-bit usuels supportés par les standards VGA et SVGA (qui n’affichaient que 256 couleurs). Après 18 mois de travail acharné et sept refontes du code source, il parvient enfin à obtenir une version stable et performante du moteur.

### Conception
Réalisant les possibilités offertes par cette technique, Schmalz et Sweeney décident dès 1994 de l’utiliser pour créer un jeu vidéo se déroulant dans un univers médiéval. Cliff Bleszinski, qui suit les progrès des deux développeurs depuis 1994, se joint à eux en tant que level designer. Le scénario et l’ambiance du jeu sont conçus de façon hétérogène. Ainsi, le jeu doit au départ se dérouler dans un univers médiéval-fantastique inspiré des livres d’artistes de Roger Dean et Rodney Matthews, les développeurs s’inspirant alors de l’ambiance et des graphismes de Myst et Riven. Plus de 5 000 textures sont alors créées par Cliff Bleszinski et Digital Extremes, seulement la moitié d’entre elles étant effectivement utilisées dans la version finale du jeu. Après l’annonce de Quake par id Software, les développeurs décident cependant de changer de direction afin de se différencier de l’univers médiéval-fantastique de celui-ci. L’équipe de développement décide alors d’intégrer des éléments de science-fiction afin de distinguer Unreal de son concurrent, sans savoir que l’équipe de développement de Quake allait prendre la même direction quelques mois plus tard. Afin de conserver une certaine homogénéité et de concilier deux thèmes très différents, le scénario est délibérément conçu de manière floue et imprécise afin d’empêcher le joueur de savoir précisément où il se trouve. Les concepteurs décident par exemple de cacher un maximum d’informations au joueur et de ne laisser que des indices succincts concernant le scénario et l’univers du jeu.

### Production
Après la sortie de Quake en 1996, Epic Games prend conscience de l’avance que vient de prendre son principal concurrent et décide d’accélérer le développement du jeu en recrutant des informaticiens. Le programmeur Steve Polge, célèbre pour avoir créé des bots pour Quake, est ainsi recruté par téléphone et est chargé de la conception de l’intelligence artificielle des créatures du jeu. Une quinzaine de personnes sont au total recrutées, principalement par courriel ou par téléphone. Mais le projet devient trop coûteux pour Epic. Mark Rein, chargé commercial, se rend à l’E3 de mars 1996 pour y faire la promotion de l’Unreal Engine et de l’UnrealEditor. La réception est globalement positive, et à la mi-1996, l’éditeur GT Interactive les rencontre pour signer un accord commercial. À ce moment, Sweeney promet que le jeu sera fin prêt pour avril 1997. Mais la promesse ne sera pas tenue : en effet, les membres de l’équipe de développement, disséminés à travers le monde et vivant dans plusieurs fuseaux horaires, ne peuvent communiquer que par courriel ou par téléphone et à des heures bien déterminées, ce qui limite fortement les échanges. En avril 1997, toute l’équipe est rassemblée dans les locaux de Digital Extreme, au Canada, afin de synchroniser leur travail. Epic Games, ayant investi beaucoup d’argent dans ce projet, met la pression sur l’équipe de développement pour finir le jeu au plus vite. Certains membres sont forcés de travailler jusqu’à 80 heures par semaine pour tenir le délai, ce qui conduira finalement à une surproduction de contenu. Le jeu étant devenu trop long d’une part, et la politique d’Epic étant de ne conserver que les meilleurs éléments du jeu d’autre part, il a été nécessaire d’abandonner de nombreux éléments du jeu – y compris des niveaux entiers – quelques mois avant sa sortie. Le développement prend officiellement fin le 18 mai 1998, après 3 ans et demi de travail.

### Équipe de développement
- Producteur : Greg Williams

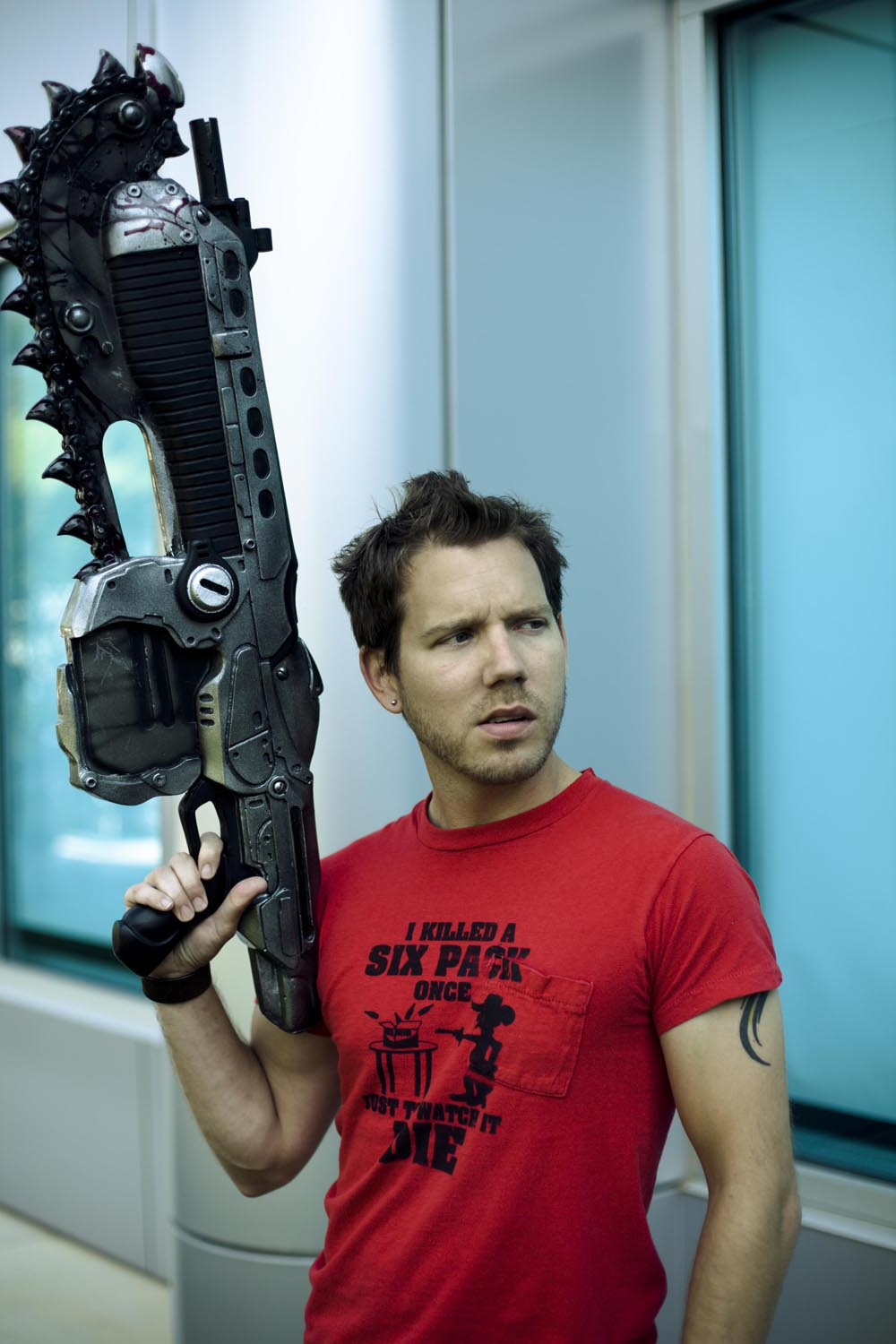
Cliff Bleszinski, un des directeurs artistiques et level-designers du jeu.

- Directeurs artistiques : Cliff Bleszinski, James Schmalz
- Scénaristes et concepteurs de niveaux : Cliff Bleszinski, T. Elliot Cannon, Shane Caudle, Pancho Eekels, Cedric Fiorentino, Jeremy War
- Responsables de la programmation : Tim Sweeney, Erik de Neve
- Programmation de l’IA : Steven Polge
- Musique : Michiel van den Bos, Alexander Brandon, Andrew Sega, Dan Gardopée
- Responsable des relations commerciales : Mark A. Rein

### Conception audio
Alors que le format d’encodage MIDI est à l’époque privilégié pour sa simplicité et sa polyvalence, l’équipe de développement décide d’utiliser le format de données en modules (MOD) très populaire dans la scène démo. Avec ce dernier, le fichier audio contient ses propres échantillons sonores, enregistrés en modulation d’impulsion codée (PCM), plutôt que de s’appuyer sur le logiciel de lecture pour fournir les siens. Celui-ci nécessite une puissance de calcul plus importante (entre 3 % et 5 % des ressources du processeur) mais permet d’obtenir un son plus riche qu’avec le MIDI tout en garantissant que la restitution du son soit identique quel que soit le logiciel de lecture utilisé,. Il est également plus adapté pour répondre à la demande de Cliff Bleszinski et de Tim Sweeney de créer une musique s’adaptant à la situation dans laquelle se trouve le joueur,. Pour créer ces fichiers MOD, l’équipe de développement travaille au départ avec le tracker (logiciel d’édition audio) Scream Tracker avant de se tourner vers le logiciel Impulse Tracker, qu’elle juge plus performant.
Unreal est le premier jeu vidéo à bénéficier de l’EAX (Environmental Audio Extensions), un traitement numérique du signal utilisé sur les cartes son Sound Blaster, permettant de modifier un effet sonore pour l’adapter à l’environnement dans lequel se trouve le joueur. Ainsi, dans un endroit clos, l’effet sonore subit une réverbération locale alors que dans un endroit ouvert, le son peut produire de l’écho.

### Bande originale
La composition de la bande originale du jeu est confiée à Alexander Brandon et à Michiel van den Bos, deux artistes réputés de la scène démo ayant notamment travaillé avec Epic Games sur les musiques de Tyrian, de Jazz Jackrabbit 2 ou d’Age of Wonders. Ils commencent à travailler sur le projet dès 1995 en composant trois pistes pour le premier prototype du jeu mais celles-ci ne sont finalement pas conservées dans les versions ultérieures. Ils composent ensuite une nouvelle série de morceaux pour la version bêta du jeu de 1997 avant de s’atteler à la bande originale finale. Pour cela, ils sont aidés de Dan Gardopée et Andrew Sega, cofondateurs avec Alexander du studio Straylight Productions. Après la sortie d’Unreal, Epic Games refait appel à Straylight Productions et à Michiel pour les musiques de Return to Na Pali et d’Unreal Tournament.
En dehors de quelques demandes spécifiques des level-designers, ils réalisent la majorité des pistes audio librement en s’inspirant des niveaux déjà terminés que leurs soumettent périodiquement les concepteurs. Pour réaliser les musiques, ils utilisent notamment des extraits sonores PCM provenant d’enregistrements personnels, de pistes audio issues de la communauté de la scène démo ou d’extraits sonores de vieux films. Globalement, la bande originale s’articule autour d’une base de musique électronique à laquelle les compositeurs ont mêlé des sonorités médiévales ou mystiques afin de coller à l’ambiance du jeu et de mettre en valeur l’atmosphère se dégageant des différents environnements du jeu.
Une première version de la bande originale, incluant 13 titres du jeu, est publiée en juin 1998 en bundle avec l’Unreal: Official Strategy Guide édité par GW Press. La bande originale officielle, Unreal Original Soundtrack, est publiée en 1998 par GT Interactive.

### Sortie
Initialement prévu pour avril 1997, Unreal pouvait espérer un franc succès grâce aux différentes opérations marketing initiées par Mark Rein. Une première opération de médiatisation réalisée lors de l’E3 de 1996 éveille l’intérêt des éditeurs et des industriels du jeu vidéo. Fin 1996, PC Gamer fait connaître Unreal auprès du grand public et début 1997, Bill Gates en personne reçoit à sa requête Schmalz et Rein pour une démonstration du jeu. Mais la sortie manquée en avril 1997 et les critiques soulevées deux mois plus tard lors de l’E3 de 1997 lui font une très mauvaise publicité, le public perdant peu à peu confiance dans la capacité du studio à tenir ses promesses. Gardant le contact avec la communauté des fans sur Internet, l’équipe de développement a décrit régulièrement l’avancement du projet, mais sans jamais donner de date précise pour la sortie du jeu. La durée du développement, inhabituellement longue pour un jeu vidéo, motive le magazine Wire à qualifier Unreal de « logiciel fantôme ».
Malgré tout, Unreal conserve une très grande estime auprès de la communauté des fans, à tel point que des magasins ont dépêché, à leurs frais, des camions vers le site de l’usine où étaient produits les CD-ROM, afin d’être les premiers à mettre en vente le produit. Trois jours avant la mise sur le marché, le site web de l’éditeur totalise 20 000 inscrits, tous venus pour télécharger la version de démonstration du jeu ; plus de 200 sites de fans dédiés à Unreal sont ainsi recensés à cette date sur Internet.
En novembre 2024, la communauté OldUnreal rend Unreal Gold et Unreal Tournament disponibles gratuitement sur son site officiel et sur Internet Archive, avec l'accord d'Epic Games,,.

## Extension et version

### Version
Une première version de démonstration de la technique utilisée pour Unreal est publiée par Epic Games en 1995. Celle-ci inclut cinq niveaux différents utilisant des textures et des musiques qui ne seront pas réutilisées pour la version finale du jeu. Du fait du retard accumulé pendant le développement, aucune autre version de démonstration n’est publiée avant la sortie du jeu. Plusieurs versions de démonstration ont néanmoins été incluses dans le package de différentes cartes graphiques.
La version originale du jeu fonctionnant sur PC est publiée par GT Interactive le 22 mai 1998. Le jeu est ensuite publié sur Macintosh par MacSoft Games le 2 septembre 1998. Cette dernière version supporte dès sa sortie les accélérations 3D Rendering Acceleration Virtual Engine (RAVE) et 3DFX, une mise à jour du jeu permettant plus tard de supporter l’OpenGL.
Le 21 janvier 2000, une compilation contenant le jeu original et son extension Return To Napali est publiée par Infogrames sous le titre Unreal: Gold. Une nouvelle compilation incluant également Unreal Tournament et des présentations de Unreal Championship et de Unreal 2 est publiée, toujours par Infogrames, le 29 aout 2001 sous le titre Totally Unreal. Enfin, le 6 novembre 2006, le jeu est également inclut dans la compilation Unreal Anthology publié par Midway Games en même temps que UT, Unreal 2 et UT 2004.

### Extension
Dès janvier 1999, Epic Games publie un premier supplément au jeu original, le Fusion Map Pack. Gratuit, celui-ci inclut six nouvelles cartes multijoueurs. Un autre supplément intitulé S3TC Tech Demo et incluant de nouvelles cartes a également été publié par le fabricant de carte graphique S3 Graphics. Enfin, un dernier supplément réservé aux acheteurs du guide stratégie Official Unreal Strategy Guide a été publié en 1998 et inclut trois nouvelles cartes de match à mort.
Une extension intitulée Return To Napali et développée par Legend Entertainment est publiée sur PC par GT Interactive le 31 mai 1999. En plus de quinze nouveaux niveaux, celle-ci inclut trois nouvelles armes – un fusil d’assaut, un lance-grenades et un lance-roquettes - et trois nouveaux types de créatures. Son scénario fait suite à celui du jeu original. Après avoir quitté Napali à bord d’une capsule de sauvetage, le héros est capturé par un vaisseau de guerre terrien. En échange de sa liberté, il se voit confier une mission – retrouver un vaisseau s’étant écrasé sur Napali – l'obligeant à retourner sur la planète. L’extension inclut également de nouvelles cartes et de nouveaux modes de jeu multijoueurs,.

## Accueil

### Unreal
| Unreal                |      |       |
| Média                 | Nat. | Notes |
| AllGame               | US   | 4.5/5 |
| Computer Gaming World | US   | 4/5   |
| Edge                  | US   | 80 %  |
| Game Revolution       | US   | B+    |
| GameSpot              | US   | 84%   |
| Gen4                  | FR   | 5/6   |
| IGN                   | US   | 90%   |
| Jeuxvideo.com         | FR   | 18/20 |
| Joystick              | FR   | 90 %  |
| PC Fun                | FR   | 90%   |
| PC Gamer              | GB   | 94 %  |
| Compilations de notes |      |       |
| Metacritic            | US   | 83%   |
| MobyGames             | US   | 85%   |
| GameRankings          | US   | 87%   |

#### Critiques
À sa sortie, Unreal est très bien reçu par la presse spécialisée (les sites Metacritic et GameRankings lui attribuant des scores de 83 % et 87 %) qui met notamment en avant la qualité de ses graphismes,. La plupart des journalistes le considèrent alors comme un des plus beaux jeux jamais réalisés et notent que celui-ci surpasse tous les standards de l’époque,. Les critiques mettent notamment en avant le niveau de détail du jeu ainsi que la qualité des textures et des effets de lumières qu’ils jugent particulièrement réalistes,. Certains journalistes notent néanmoins que pour profiter pleinement des graphismes du jeu, une machine puissante est nécessaire sous peine de subir quelques ralentissements. Les effets sonores sont également décrits comme étant excellents, les critiques notant que l’utilisation du Dolby Surround permet, entre autres possibilités, de moduler le bruit des armes en fonction de l’endroit où se trouve le personnage,. La gestion de la musique est également jugée irréprochable, certaines critiques appréciant que celle-ci s’adapte à la situation comme dans un film. La qualité des compositions ne fait par contre pas l’unanimité, le site IGN la décrivant comme superbe alors qu’AllGame la considère comme un mélange plutôt mauvais de techno et de musique new age,.
Au niveau du système de jeu, Unreal est souvent comparé à Quake dont il reprend les principes de bases. Les critiques jugent néanmoins qu’il s’en distingue grâce notamment à son ambiance plus paisible mais captivante,. Les journalistes notent par exemple que le jeu possède un « vrai » scénario au cours duquel le joueur est immergé au cœur d’une véritable civilisation. Ils mettent également en avant l’excellence de la conception des niveaux, ceux-ci étant très variés et faciles à différencier. Du côté des armes, la presse salue l’ajout d’un tir secondaire pour chaque arme ainsi que la variété de celles-ci même si certaines critiques les jugent difficile à prendre en main et qu’elles ne sont pas particulièrement originales,,. L’intelligence artificielle des ennemis est généralement décrite comme très réussie, les critiques notant que chaque créature a son propre style de combat et réagit de façon très réaliste en mettant en place des stratégies d’attaque en fonction de l’environnement qui l’entoure,. Le mode multijoueur du jeu est en revanche mal accueilli par la presse qui remarque qu’il n’apporte pas d’innovation par rapport à Quake II et que les bugs récurrents gâchent l’expérience de jeu en réseau,.

#### Ventes
Le succès commercial ne se fait pas attendre, avec 800 000 exemplaires vendus en dix mois. L’engouement du public pour la version PC se retrouve pour la version Macintosh, qui est numéro un des ventes lors de sa sortie en septembre, selon le NPD Group. En 2004, Tim Sweeney déclare qu’Unreal s’est écoulé à environ 1,5 million d’exemplaires. Ce chiffre est confirmé par Epic dans un communiqué de presse, un an et demi plus tard.

#### Récompenses
En 1999, le jeu est classé 78e des 100 jeux les plus influents des années 1990 par le magazine GameStar. En 2000, le jeu apparaît également en vingt-sixième position du classement des lecteurs des 50 meilleurs jeux de tous les temps du magazine PC Gamer.

### Return To Napali
| Unreal: Return To Napali |      |       |
| Média                    | Nat. | Notes |
| The Adrenaline Vault     | US   | 3.5/5 |
| Computer Gaming World    | US   | 3.5/5 |
| Game Revolution          | US   | C-    |
| GameSpot                 | US   | 55%   |
| IGN                      | US   | 80%   |
| Compilations de notes    |      |       |
| MobyGames                | US   | 71%   |

À sa sortie, l’extension Unreal: Return To Napali est reçue de manière mitigée par les journalistes spécialisés (comme le montre la note globale de 71 % calculée par le site MobyGames) qui la considèrent comme moins réussie que le jeu original. Les quinze nouveaux niveaux sont en effet jugés comme décevants du fait de leur manque d’originalité et de variété, les différents environnements ayant fortement tendance à se ressembler,. Certains journalistes notent également que la difficulté des niveaux est mal dosée et que le joueur peut parfois se retrouver bloqué. L’introduction de scènes cinématiques entre chaque niveau est plutôt bien reçue, certaines critiques notant qu’elles sont un réel plus pour l’atmosphère du jeu et qu’elles rendent le scénario du jeu plus engageant. Les trois nouvelles armes sont en général décrites comme réussies, certaines critiques jugeant même qu’elles sont plus réussies que celles du jeu original. Les critiques soulignent également l’apparition de trois nouvelles créatures : les pack hunter, les marines et les araignées. Si les deux premières sont jugées intéressantes, les araignées sont en général considérées comme manquant d’originalité et d’intérêt,. Si le mode solo est souvent jugé décevant et comme n’apportant pas grand-chose au jeu original, le mode multijoueur est généralement décrit comme plus réussi. Les critiques notent en effet que l’extension inclut le patch 224 qui corrige certains bugs du jeu original ainsi que de nouvelles cartes et de nouveaux modes de jeu. Globalement, les critiques considèrent que Return To Napali n’apporte pas de réelles innovations au jeu original mais qu’elle conviendra parfaitement aux amateurs du jeu,.

## Postérité

### Suites
Après la sortie d’Unreal, Legend Entertainment se voit confier le développement d’une extension par GT Interactive. Intitulée Return To Napali, celle-ci est publiée le 31 mai 1999. En 1998, Epic Games envisage également de créer une deuxième extension visant notamment à corriger les lacunes du mode multijoueur du jeu original. Le développement de ce dernier commence au cours de l’été 1998, les concepteurs se décidant rapidement de se focaliser sur l’amélioration du code réseau ainsi que sur l’ajout de nouveaux modes de jeu et de nouvelles cartes. Devant l’ampleur de la tâche, GT Interactive propose en novembre 1998 de faire de cette extension un jeu à part entière. Bien qu’au départ réticente, l’équipe de développement accepte finalement cette idée et en décembre, le jeu est baptisé Unreal Tournament. Publié le 23 novembre 1999, ce nouvel opus se focalise sur le jeu en réseau, son mode solo proposant au joueur d’affronter des bots dans différents modes de jeu comme les matchs à mort, la capture du drapeau, la domination ou le mode assaut. À sa sortie, le jeu est acclamé par la critique pour la qualité du design des niveaux et la variété de ses modes de jeu. Le jeu connait immédiatement un certain succès commercial avec 600 000 exemplaires vendus en quatre mois.
Après la sortie d’Unreal Tournament, Epic Games se concentre sur le développement d’un nouveau moteur graphique baptisé Unreal Engine 2. Celui-ci est ensuite utilisé par Epic pour développer Unreal Tournament 2003 puis Unreal Tournament 2004 ainsi que par Legend Entertainment pour le développement de Unreal II: The Awakening. Ce dernier, publié le 3 février 2003, prend place dans l’univers d’Unreal mais ne fait pas suite au jeu original. Unreal a également été porté sur la console Xbox avec la série Unreal Championship.

### Licence
Comme id Software avec le Quake engine, Epic Games met le moteur du jeu, baptisé UnrealEngine 1, à disposition sous licence. Particulièrement populaire dans la communauté des développeurs de mods, celui-ci devient rapidement le principal concurrent du Quake Engine. En plus des titres développés par Epic Games et Digital Extreme, celui-ci a ainsi été utilisé par de nombreux studios de développement pour créer des jeux tels que Deus Ex, Rune ou encore Star Trek: Deep Space Nine: The Fallen.

### Produits dérivés
Deux romans basés sur l’univers du jeu, intitulés Hard Crash et Prophet's Power, ont été publiés par Pocket Books en 1998,.